# Ляшко, Николай Михайлович
Николай Михайлович Ляшко — советский военный, государственный и политический деятель, генерал-лейтенант.

## Биография
Родился в 1913 году в селе Танюшовка. Член КПСС.
С 1939 года — на военной, общественной и политической работе. В 1939—1971 гг. — на политической работе в Красной Армии, старший политрук, начальник политотдела 50-й гвардейской стрелковой дивизии, заместитель начальника организаторского отдела Политуправления 4-го Украинского фронта, на политической работе в Красной Армии, Член Военного совета - начальник Политуправления Приволжского военного округа.
Избирался депутатом Верховного Совета РСФСР 6-го и 7-го созывов.
Умер после 1985 года.